# Bolesław Śmiały (dramat)
Bolesław Śmiały – dramat Stanisława Wyspiańskiego w trzech aktach. Prapremiera odbyła się 7 maja 1903 r. w Krakowie.

## Treść

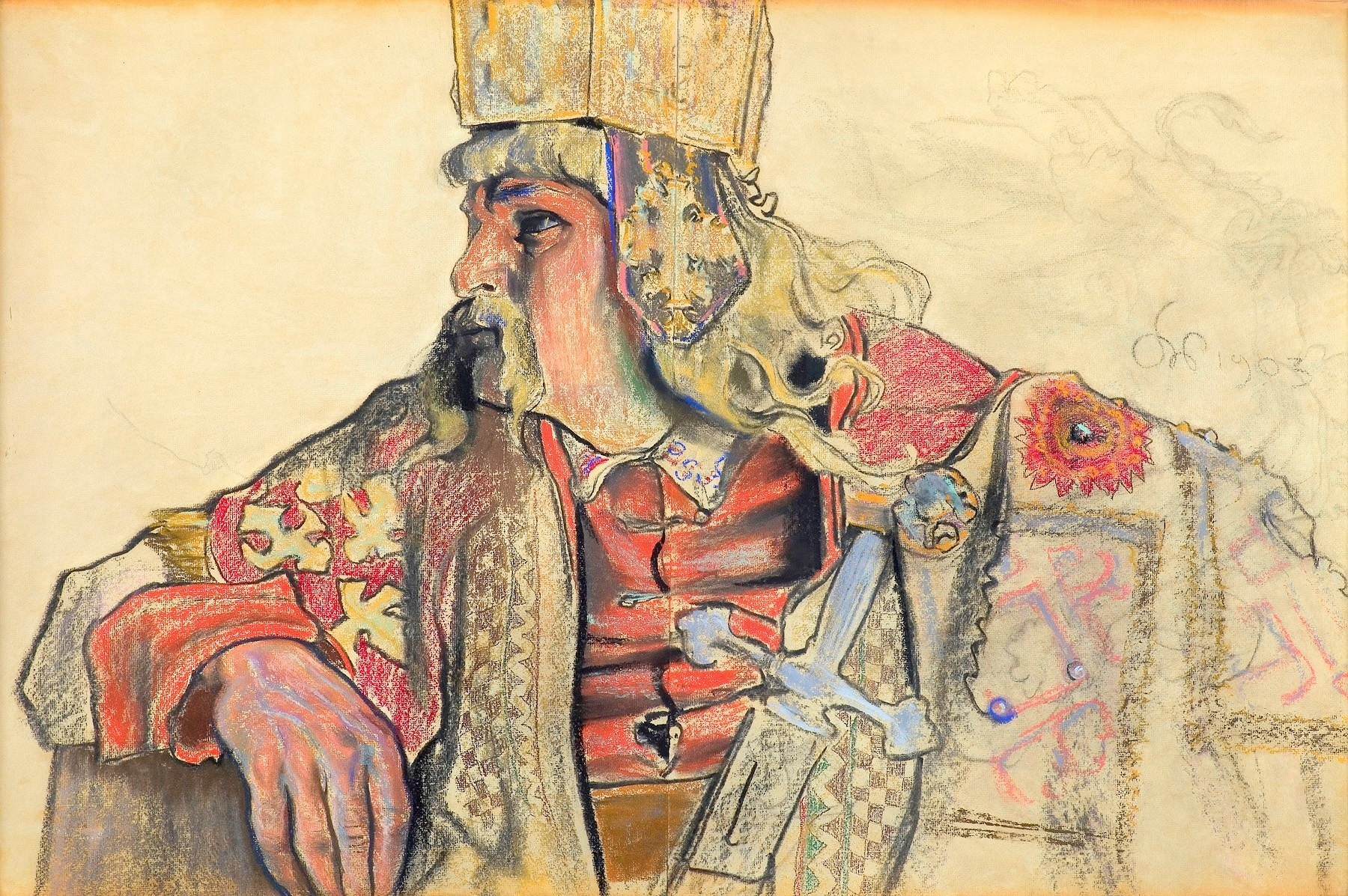
Józef Sosnowski w roli Bolesława Śmiałego – rysunek Stanisława Wyspiańskiego (1903)

Akcja utworu rozgrywa się w 1079 r. na Wawelu, na tle sporu pomiędzy królem Bolesławem Śmiałym a biskupem Stanisławem.  Dwa pierwsze akty przedstawiają racje dwóch antagonistów. Akt trzeci ma charakter symboliczno-filozoficzny i zawiera wizję przyszłego kultu biskupa. Dopełnieniem Bolesława Śmiałego jest dramat Skałka (1907), w którym ten sam spór opowiedziany jest z perspektywy biskupa Stanisława .

## Dzieje sceniczne
Prapremiera utworu odbyła się w 7 maja 1903 r. w Teatrze Miejskim w Krakowie. Inscenizację, scenografię i projekty kostiumów opracował Stanisław Wyspiański. W roli tytułowej wystąpił Józef Sosnowski, który pełnił również funkcję reżysera wspólnie z Adolfem Walewskim.
W kolejnych  latach utwór był realizowany m.in. w:
- Teatrze Miejskim we Lwowie (1906, reż. Adolf Walewski)
- Teatrze Miejskim w Krakowie (1907)
- Teatrze Wielkim w Warszawie (1907, reż. Bolesław Ładnowski)
- Teatrze Polskim w Wilnie (1910, reż. Józef Popławski)
- Teatrze Popularnym w Łodzi (1911, reż. Józef Mielewski)
- Teatrze Polskim w Poznaniu (1912, reż. Bolesław Szczurkiewicz)
- Teatrze Polskim w Kijowie (1913, reż. Konstanty Tatarkiewicz)
- Teatrze Polskim w Moskwie (1916, reż. Juliusz Osterwa)
- Teatrze Miejskim im. Juliusza Słowackiego w Krakowie (1917, reż. Józef Sosnowski)
- Teatrze Praskim w Warszawie (1920, reż. Konstanty Tatarkiewicz)
- Teatrze Miejskim w Łodzi (1921, reż. Edward Żytecki)
- Tearze Rozmaitości w Warszawie (1922, reż. Emil Chaberski)
- Teatrze Wielkim w Poznaniu (1922, reż. Robert Boelke)
- Teatrze Polskim w Katowicach (1927, reż. Stanisław Skalski i Wacław Nowakowski)
- Teatrze Miejskim w Bydgoszczy (1927, reż. Kazimierz Korecki)
- Teatrze Polskim w Warszawie (1929, reż. Leon Schiller)
- Teatrze Polskim w Poznaniu (1936, reż. Helena Arkawin)
- Teatrze Miejskim im. Juliusza Słowackiego w Krakowie (1937, reż. Karol Frycz)
- Teatrze Klasycznym w Warszawie (1958, reż. Emil Chaberski)
- Gdańskim Studio Rapsodycznym (1966, reż. Piotr Paradowski)
- Lubuskim Teatrze im. L. Krucznowskiego w Zielonej Górze (1966, reż. Zbigniew Stok)
- Teatrze Współczesnym im. Edmunda Wiercińskiego we Wrocławiu (1969, reż. Helmut Kajzar)
- Teatrze Wybrzeże w Gdańsku (1969, reż. Piotr Paradowski)
- Teatrze Polskim w Bygdoszczy (1977, reż. Matylda Krygier i Jan Błeszyński)
- Teatrze Ludowym w Krakowie-Nowej Hucie (1978, reż. Włodzimierz Nurkowski)
- Teatrze im. Aleksandra Fredry w Gnieźnie (2000, reż. Tomasz Szymański)
- Teatrze Polskim im. Arnolda Szyfmana w Warszawie (2014, reż. Bartosz Zaczykiewicz)
- Teatrze im. Juliusza Słowackiego w Krakowie (2017, reż. Paweł Świątek)

## Spektakl radiowy
W 1969 r. w Teatrze Polskiego Radia wyemitowano spektakl pt. Bolesław Śmiały w adaptacji Narcyza Kaźmierczaka i reżyserii Romany Belczyk. W roli tytułowej wystąpił Bolesław Smela.
W 1973 r. w Teatrze Polskiego Radia wyemitowano spektakl pt. Bolesław Śmiały w adaptacji Zofii Orszulskiej i reżyserii Romany Belczyk. W roli tytułowej wystąpił Tadeusz Włudarski.